# ラートクラバン駅
ラートクラバン駅（ラートクラバンえき、タイ語:สถานีรถไฟลาดกระบัง）は、タイ王国の首都バンコク都ラートクラバン区にある、タイ国有鉄道東本線及びエアポート・レール・リンクの駅である。

## タイ国有鉄道東本線

### 概要
ラートクラバン駅は、タイ王国の首都バンコク都の、人口16万人が暮らすラートクラバン区にある。
鉄道用地の一部がエアポート・レール・リンクに転用されており、地平の東本線に並行して高架線が建設された。
ラートクラバン内陸コンテナデポ駅への貨物線は、東方のフアタケー駅から分岐する。
2006年9月28日のエアポート・レール・リンクの開業に伴い、同線の各駅停車の SA City Line に接続する通勤用の区間列車が当駅 - フアタケー駅間で朝夕各2往復運転されている。当駅は、滑走路の延長線上にあり当駅の直上を離着陸のための航空機が飛行する。

### 歴史
1908年1月24日、当駅付近を含むタイ国鉄東本線第1期区間バンコク（クルンテープ駅） - チャチューンサオ間が開通。
- 1908年1月24日 【開業】クルンテープ駅 - チャチューンサオ駅 (60.99 km)

### 駅構造
単式及び島式1面の複合型ホーム2面3線をもつ地上駅である。

## エアポート・レール・リンク

### 概要
2006年9月28日に開港したスワンナプーム国際空港（新バンコク国際空港 New Bangkok International Airport, NBIA とも呼ばれている。）の旅客輸送を目的として、2010年8月23日に開業した。東本線の駅に隣接する位置に高架駅として設置されており、東本線との間で乗換えが可能。
各駅停車の SA City Line のみが停車する。
エアポート・レール・リンクはこの駅で東本線から離れ、スワンナプーム国際空港へ向けて南下する。

### 駅構造
相対式ホーム2面2線を有する高架駅である。

#### 駅階層
| 4階          |                                      |                        |
| 相対式ホーム |                                      |                        |
| 1番線        | スワンナプーム行き                   |                        |
| 2番線        | バーンタップチャーン、パヤータイ方面 |                        |
| 相対式ホーム |                                      |                        |
| 3階          |                                      | 自動券売機、自動改札口 |
| 2階          | コンコース                           |                        |
| 1階          | 出入口                               | 駐車場                 |